# Саннес Ульф
«Саннес Ульф» (норв. Sandnes Ulf) — норвежский футбольный клуб из города Саннес, выступающий в ОБОС-лиге. 

## История
Основан 1 июня 1911 года, под именем «Ульф», после слияния в 2004 году с клубом «Саннес» получил своё теперешние название. До 2012 года в высшем дивизионе норвежского футбола команда провела 3 сезона,  сезоны 1937/38, 1938/39 и 1939/40, но в то время чемпионат Норвегии проводился по сложной схеме и в нём участвовало большое количество клубов, которые на первом этапе играли в региональных лигах, а затем лучшие выходили в финальный раунд, где разыгрывался титул чемпиона. При этом «Саннес Ульф» ни разу не выходил в финальный раунд. Исходя из этого фактически дебютным в высшем норвежском дивизионе можно считать для «Саннес Ульф» сезон 2012 года. В 2014 году команда вылетела из высшего дивизиона.
Домашние матчи проводит на стадионе «Саннес Идреттспарк», вмещающем 3 850 зрителей.

## Достижения

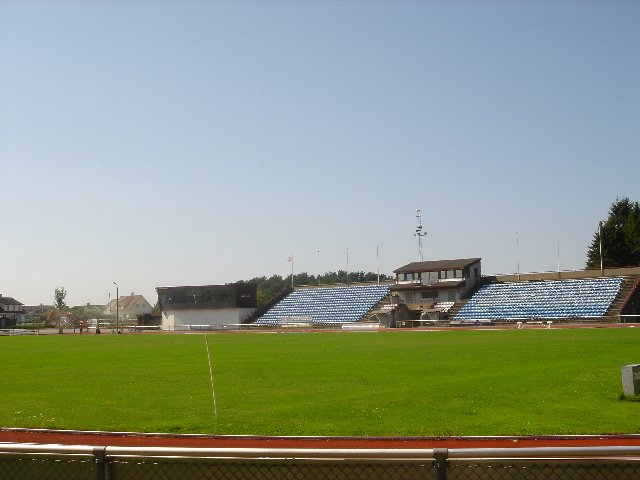
Саннес Идреттспарк, домашний стадион клуба

- Саннес Идреттспарк, домашний стадион клубаОБОС-лига:
  - Вице-чемпион (1): 2011.

## Известные игроки
- Жанвье Ндикумана
- Тиджан Жайте
- Джамил Фиррингтон
- Пол Оюга
- Анель Раскаж
- / Никлас Френдеруп
- Артур Котенко

## Известные тренеры
- Тони Кнэпп